# IS-IS
IS-IS (acrònim d'Intermediate System to Intermediate System), en ciència de computació, és un protocol d'enrutament dissenyada per a moure dades de manera eficient en una xarxa d'ordinadors o dispositius similars. L'algorisme IS-IS calcula la millor ruta a través de la xarxa de commutació de paquets.

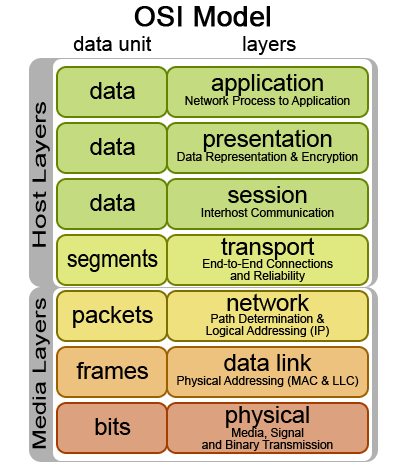
Fig.1 Model de capes ISO

## Descripció
- El protocol IS-IS està definit a la norma ISO/IEC 10589:2002 de l'organització OSI (Open Systems Interconnection).
- L'organització IETF va crear la reconanació RFC 1142 i després la va republicar com a [[rfc:7142|RFC 7142]].
- Igualment que el protocol OSPF, IS_IS utilitza l'algorisme de Dijkstra per a trobar la distància més curta entre dos nodes. La diferència és que l'OSPF està en la capa 3 (xarxa) mentre que l'IS-IS actua en la capa 2 (enllaç de dades).